# Окинавский дятел
Окинавский дятел (лат. Dendrocopos noguchii) — вид птиц семейства дятловых, эндемик северной части острова Окинава (южная Япония), где обитает в лесу Ямбару.

## Описание
Среднего размера тёмноокрашенный дятел длиной 31—35 см. Окраска тёмно-бурая с красноватыми концами перьев, более яркими внизу спины и на надхвостье. На первостепенных маховых перьях небольшие белые пятна. Голова светлее, по бокам желтовато-бурая, горло бледно-бурое. Сверху на голове тёмно-красная с тёмно-коричневыми полосами шапочка у самцов и тёмно-коричневая у самок.
Наиболее близкородственными видами являются белоспинный и большой пёстрый дятлы.

## Места обитания
Обитает в вечнозеленых субтропических лесах на деревьях не моложе 30 лет и не менее 20 см в диаметре.

## Охранный статус
Находится в критической опасности. Ареал сокращается из-за сельского хозяйства, вырубки старых лиственных деревьев и посадки вместо них кедров. В настоящее время насчитывается от 150 до около 600 особей, из которых 100—400 половозрелых.
Особо охраняемый вид птиц Японии с 1972 г.